# Liste des membres du Conseil supérieur de la langue française en France
Cet article dresse la liste des membres du Conseil supérieur de la langue française en France, organe aujourd'hui supprimé.

## Composition du Conseil
Le Conseil était composé des membres suivants :
- un président : le Premier ministre ;
- des membres de droit :
  - le ministre chargé de l'Éducation nationale,
  - le ministre chargé de la Francophonie,
  - le secrétaire perpétuel de l'Académie française,
  - les secrétaires perpétuels de l'Académie des sciences,
  - le président de la Commission générale de terminologie et de néologie (depuis 1999[2]) ;
- entre 19 et 25 membres nommés par décret, pour un mandat de 4 ans renouvelable, « en raison de leur compétence ou des services rendus à la connaissance, à l'étude, à la diffusion et au bon usage de la langue française » ; l'un d'eux est nommé vice-président.

## Membres nommés
Depuis la création du Conseil, les membres nommés furent les suivants :

### 1989
En 1989, 21 membres furent nommés : 
- Pierre Aigrain
- Erik Orsenna
- Jean-Louis Beffa
- Tahar Ben Jelloun
- Jean-Claude Chevalier
- Jean Daniel
- Georges Duby
- Pierre Encrevé
- Michèle Gendreau-Massaloux
- Jean-Luc Godard
- André Goosse
- Maurice Gross
- Anne Hébert
- Dominique Jamet
- Jérôme Lindon
- Francis Lorentz
- Jean Maheu
- Luc Montagnier
- Pierre Perret
- Bernard Pivot
- Bernard Quemada (vice-président[4])

Fut également nommé en complément en 1990 :
- Roger Gouze

### 1993
En 1993, 25 membres furent nommés :
- Jean-Louis Beffa (renouvelé)
- Tahar Ben Jelloun (renouvelé)
- Yves Berger
- Denise Bombardier
- Raymond Boudon
- Jean-Louis Boursin
- Bernard Brochand
- Jean-Jacques Brochier
- Jean-Claude Carrière
- Jean-Claude Chevalier (renouvelé)
- André Chouraqui
- André Danzin
- Alain Decaux
- Raymond Devos
- André Goosse (renouvelé)
- Claude Hagege
- Jacques Le Cornec
- Jérôme Lindon (renouvelé)
- Luc Montagnier (renouvelé)
- Pierre Perret (renouvelé)
- Bernard Quemada (vice-président[7]) (renouvelé)
- Jean Starobinski
- Bertrand Tavernier (remplacé par Gabriel de Broglie en 1997[8])
- Emmanuel Todd
- Jean-François Trogrlic

### 1999
En 1999, 21 membres furent nommés :
- Denise Bombardier (renouvelée)
- Jean-Louis Boursin (renouvelé)
- Bernard Cerquiglini (vice-président[10])
- Jean-Claude Chevalier (renouvelé)
- André Chouraqui (renouvelé)
- André Danzin (renouvelé)
- Raymond Devos (renouvelé)
- Louis Gardel
- Paul Germain
- André Goosse (renouvelé)
- Odile Jacob
- Henri Lopès
- Monique Nemer
- Pierre Perret (renouvelé)
- Bernard Poignant
- Bernard Quemada (renouvelé)
- Marie-Josée Reichler-Béguelin
- Jorge Semprún
- Jean Stock
- Agnès Touraine
- Henriette Walter

### 2003
En 2003, 25 membres furent nommés : 
- Marie-Josée Béguelin (renouvelée)
- Yves Berger (vice-président[12]) (décédé en 2004)
- André Bonnet
- Bruno Bourg-Broc
- Jean-Louis Boursin (renouvelé)
- Jacques Chessex
- Jacques De Decker
- Raymond Devos (renouvelé) (décédé en 2006)
- Claude Duneton
- Dominique Gallet
- Jacques Gantié
- Henri-Christian Giraud
- André Goosse (renouvelé)
- Michel Herbillon
- Michel Le Bris
- Jacques Legendre
- Henri Lopès (renouvelé)
- Antonine Maillet
- Monique Nemer (renouvelée)
- Hubert Nyssen (décédé en 2011)
- Pierre Perret (renouvelé)
- Bernard Quemada (renouvelé)
- Marcel Schneider (décédé en 2009)
- Agnès Touraine (renouvelé)
- Henriette Walter (renouvelée)